# Our House
"Our House" är den fjortonde singeln från den brittiska ska/popgruppen Madness, skriven av andresångaren Chas Smash och gitarristen Christopher Foreman.
"Our House" låg tretton veckor på englandslistan, och nådde som bäst en femte placering. Den blev Madness största framgång i USA, där den nådde en sjunde placering på Billboardlistan. Den var även Madness största hit internationellt, den blev etta i bl.a. Sverige och Västtyskland. 

## Låtlista
7" vinyl
1. "Our House" – 3:23
2. "Walking with Mr. Wheeze" – 3:31

12" vinyl
1. "Our House (Extended Mix)" – 5:35
2. "Our House (7" Version)" – 3:23
3. "Walking with Mr. Wheeze" – 3:31

## Listplaceringar
| Lista (1982-1983) | Topplacering |
| ----------------- | ------------ |
| Australien        | 17           |
| Irland            | 3            |
| Kanada            | 1            |
| Norge             | 4            |
| Nya Zeeland       | 49           |
| Schweiz           | 4            |
| Storbritannien    | 5            |
| Sverige           | 1            |
| USA               | 7            |
| Västtyskland      | 8            |